# پاسیاچا (نیش)
پاسیاچا (به صربی: Pasjača) یک منطقهٔ مسکونی در صربستان است که در Pantelej واقع شده‌است.